# Церковь Святой Екатерины (Пярну)
Церковь Святой Великомученицы Екатерины (эст. Pärnu Suurmärter Katariina kirik) — православный храм в городе Пярну в Эстонии. Принадлежит к Таллинской епархии Эстонской православной церкви Московского патриархата.

## История
Церковь была построена в 1764—1768 годах по распоряжению императрицы Екатерины Великой, посетившей Пернов в 1764 году. В 1769 году освящена в честь Успения Пресвятой Богородицы, но в том же году переосвящена во имя святой великомученицы Екатерины Александрийской. Храм построен в стиле екатерининского барокко по проекту архитектора Петра Егоровича Егорова и под руководством архитектора Ивана Яковлевича Яковлева и стал источником вдохновения для архитектуры других православных церквей в прибалтийских губерниях.
Церковь имеет большой центральный купол, окружённый четырьмя небольшими башенками, и западную башню с иглообразным шпилем. Фасад богато украшен и разделен фронтоном и карнизами. Внутри находится иконостас, также созданный П. Е. Егоровым.
В 1998 году здание церкви было внесено в Государственный регистр памятников культуры Эстонии как архитектурный памятник. При инспектировании 25 октября 2023 года состояние церкви было признано удовлетворительным.

## Галерея

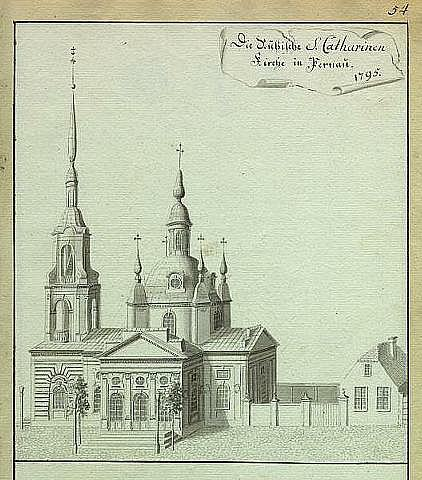
Храм в 1795 году
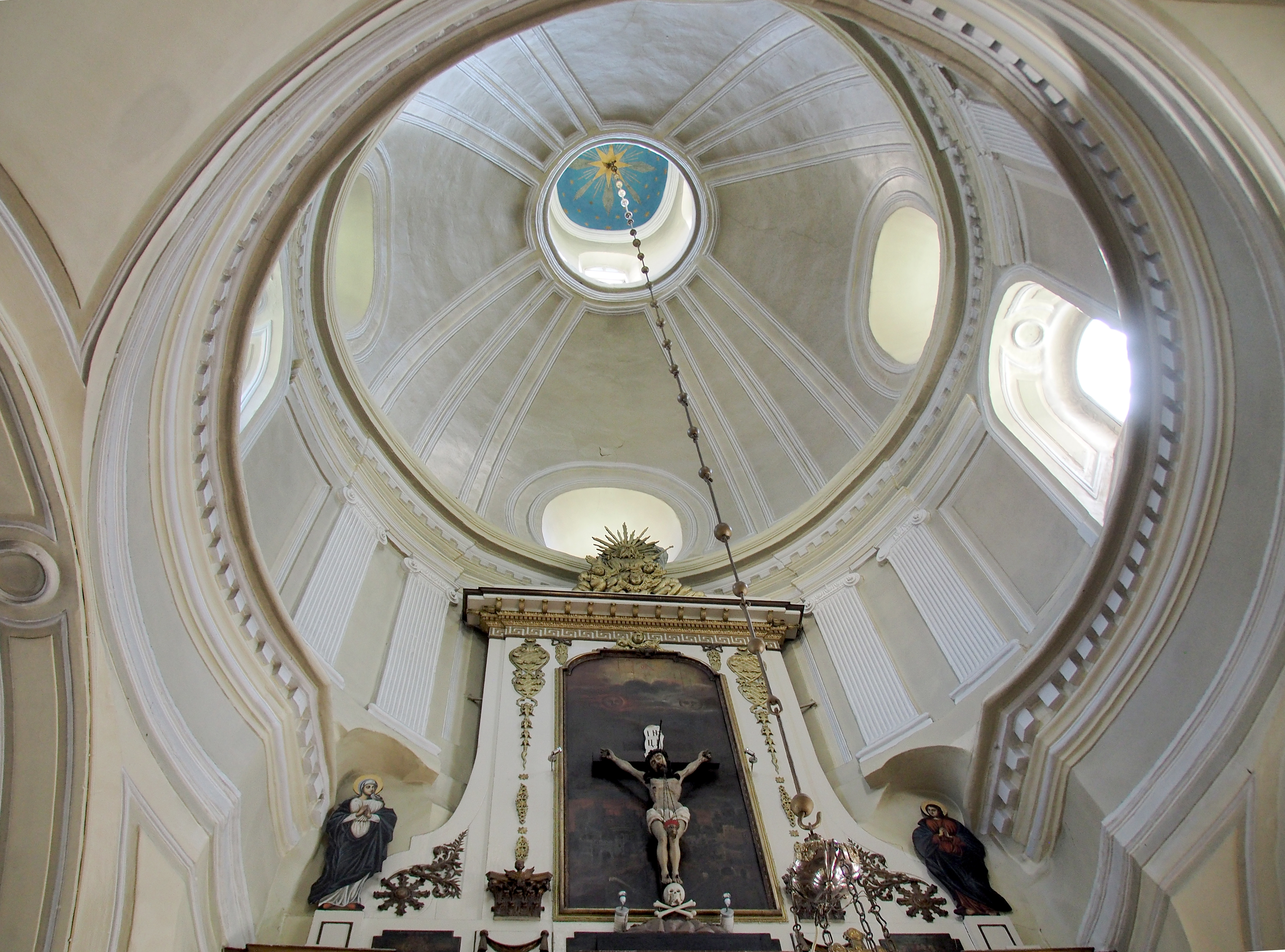
Купол
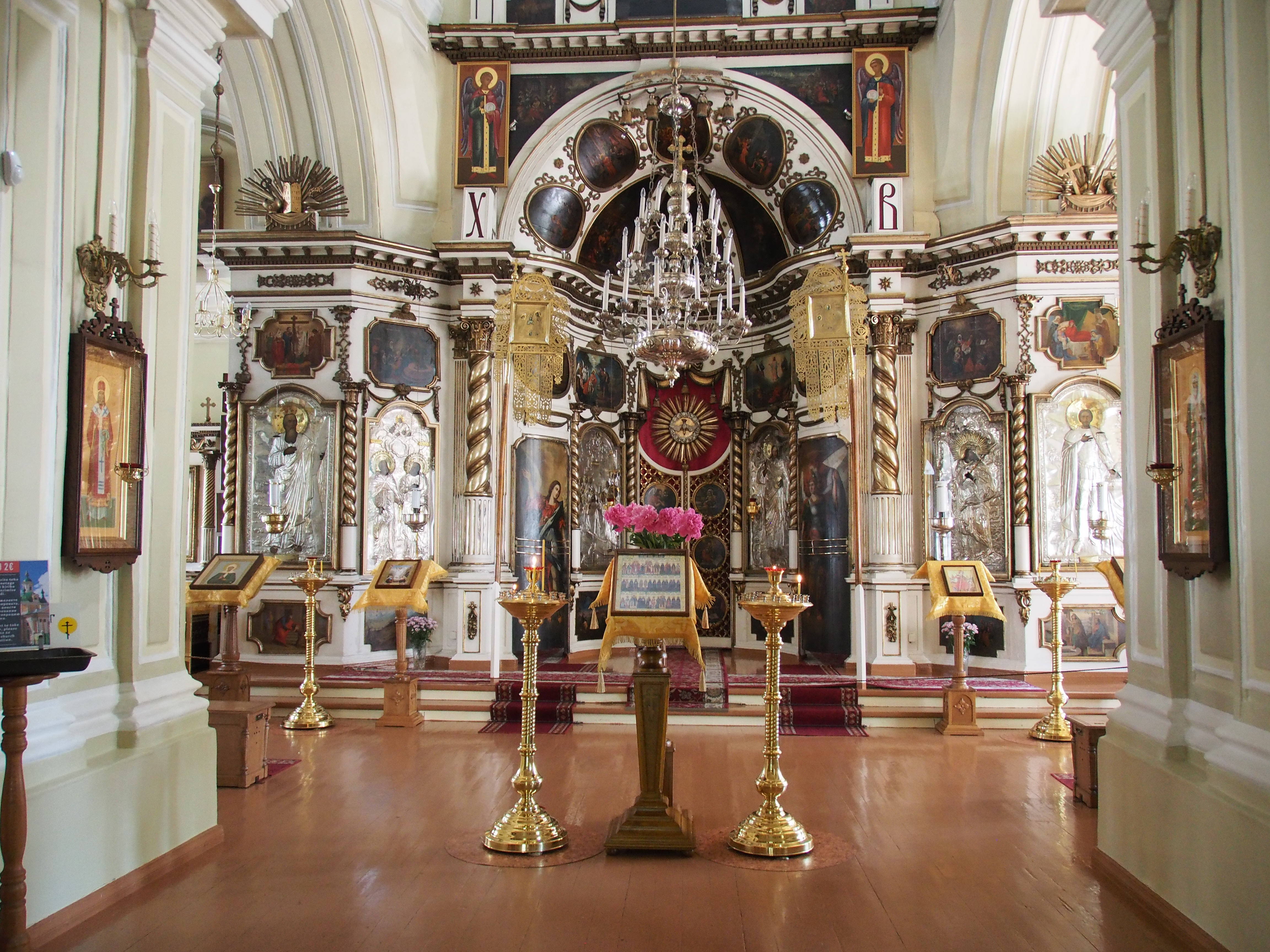
Иконостас
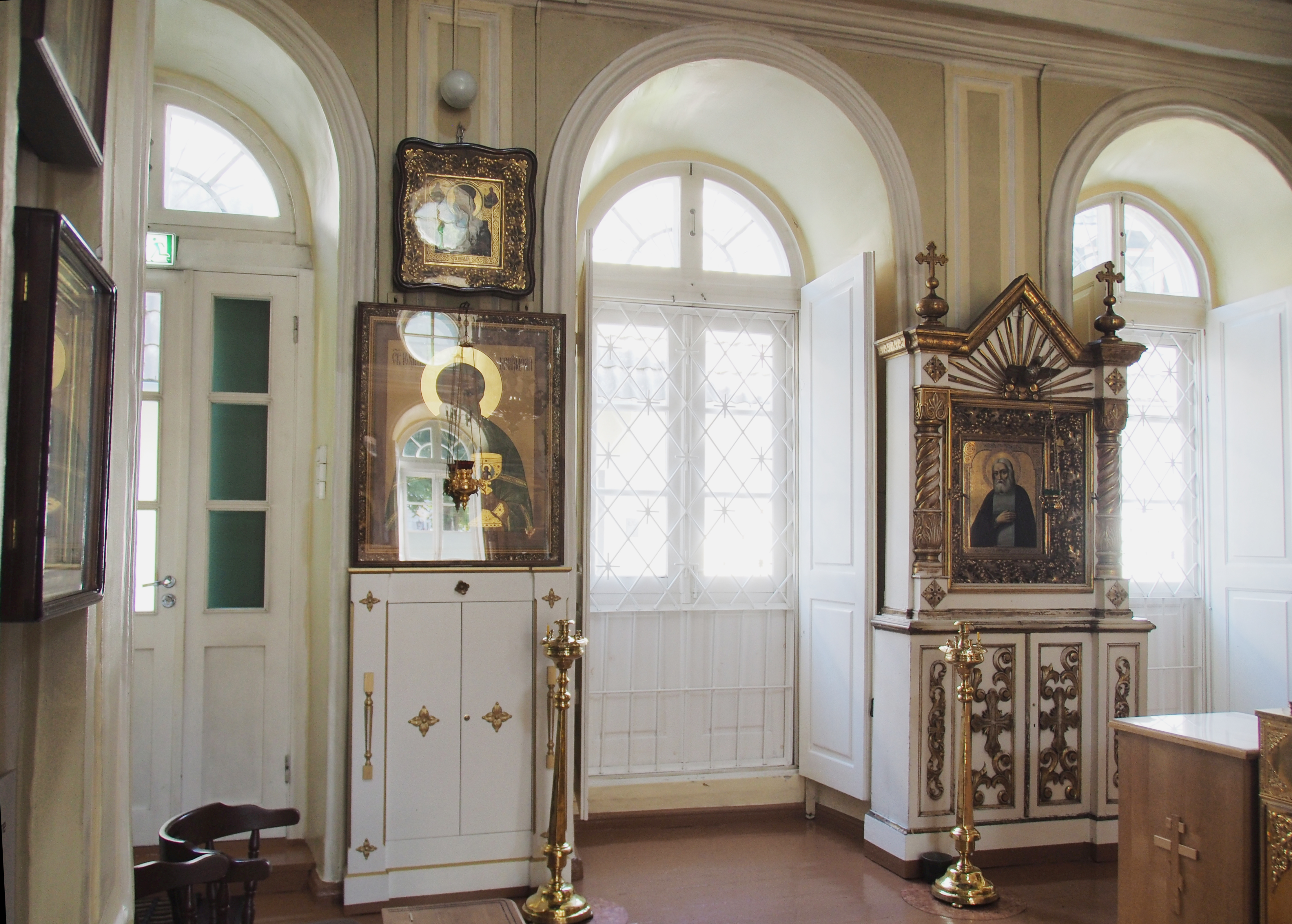
Интерьер